# تشانغ مو (مخرجة)
تشانغ مو (بالصينية: 张末)‏ هي مخرجة صينية، ولدت في 31 أبريل 1983 في شيان في الصين.

## وصلات خارجية
- تشانغ مو على موقع IMDb (الإنجليزية)
- تشانغ مو على موقع قاعدة بيانات الفيلم (الإنجليزية)